# Mùa thu
Mùa thu (Tiếng Anh: autumn (hay fall từ Tiếng Anh Mỹ)) hay Thu là mùa thứ ba trong bốn mùa trên Trái Đất và một số hành tinh. Nó là giai đoạn chuyển tiếp từ mùa hạ sang mùa đông, thường bắt đầu từ tháng chín đến tháng mười một ở Bắc Bán Cầu và từ tháng ba đến tháng năm ở Nam Bán Cầu.

## Từ nguyên
Chữ Hán: 秋.

## Trên Trái Đất

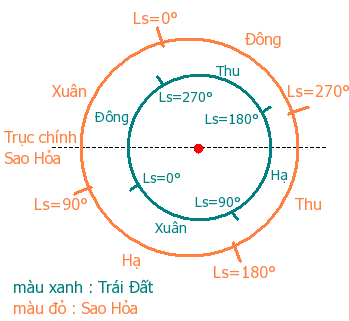
Mùa thu ở Bắc bán cầu là khoảng 1/4 quỹ đạo của các hành tinh giữa L_{s} = 180° và 270°

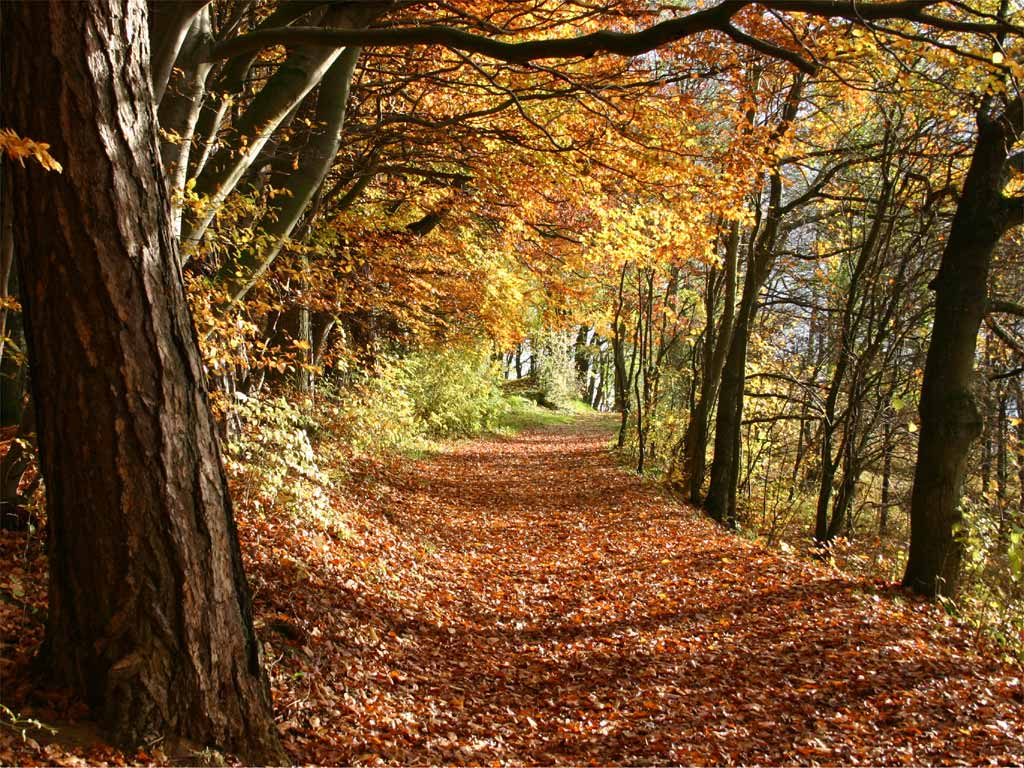
Rừng cây mùa thu tại Đức

Mùa thu là mùa trong đó phần lớn các loại cây trồng được thu hoạch và các loại cây rụng lá mất lá của chúng. Nó cũng là mùa mà thời gian ban ngày ngắn dần lại và lạnh hơn (đặc biệt rõ nét là ở các vĩ độ lớn). Tại các khu vực ôn đới thì lượng mưa cũng tăng dần lên trong một số khu vực.

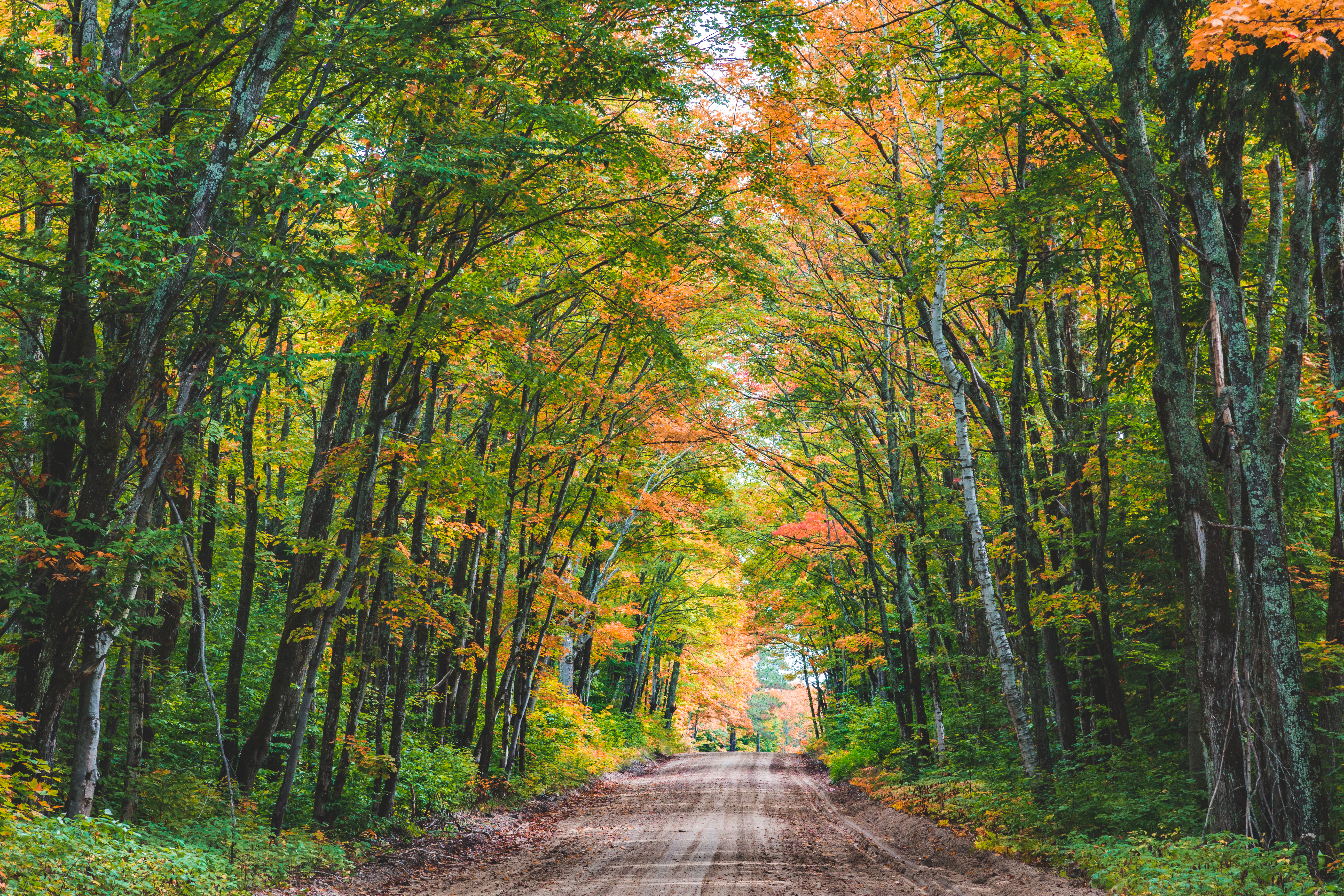
Một con đường trong Rừng Quốc gia Hiawatha, Bán đảo Thượng Michigan, Mỹ, vào mùa thu.

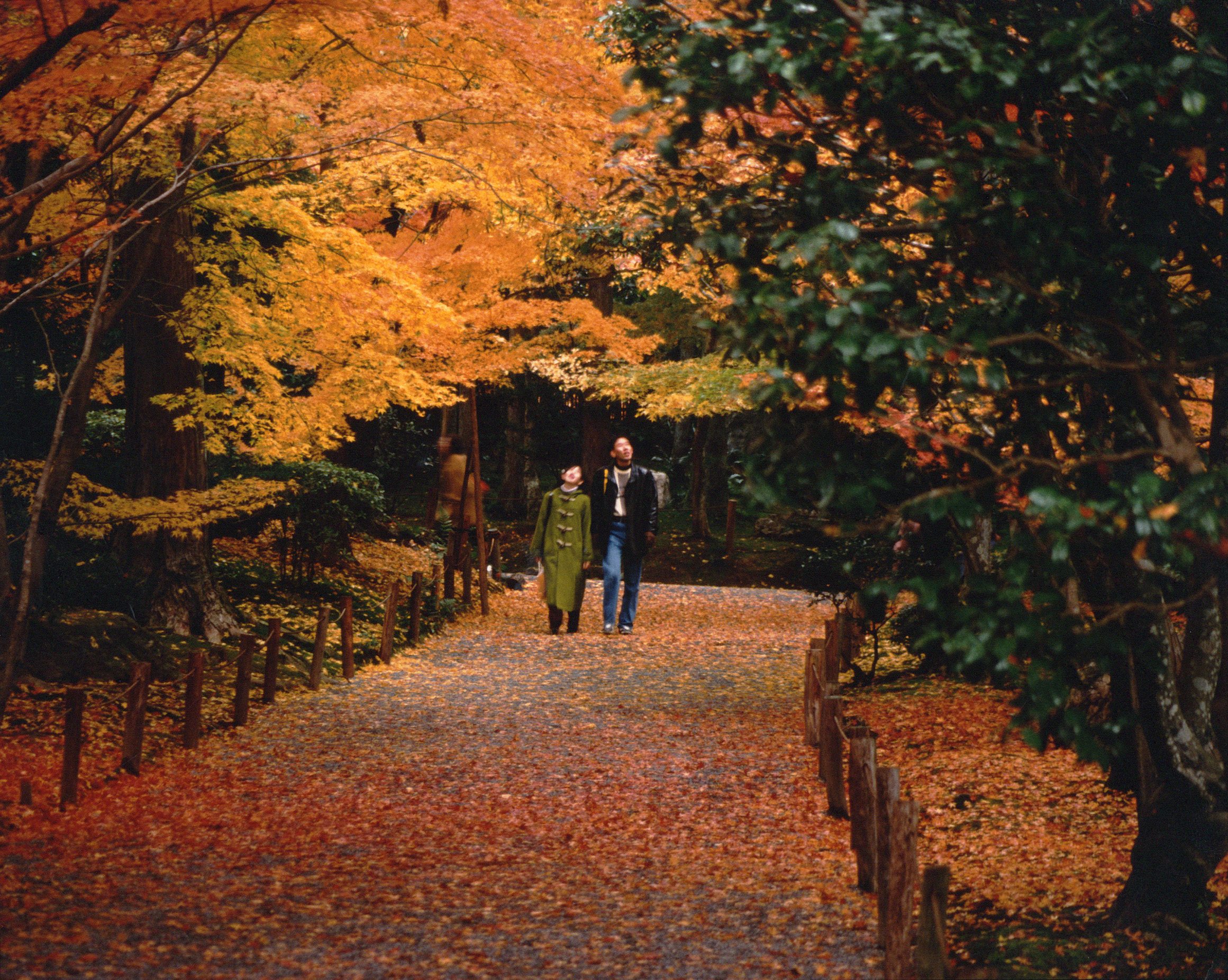
Mùa thu tại Kyoto thành phố của Nhật Bản

Về mặt thiên văn học, mùa thu bắt đầu từ thời điểm thu phân (khoảng 23 tháng 9 ở Bắc bán cầu và 21 tháng 3 ở Nam bán cầu), và kết thúc vào thời điểm đông chí (khoảng 21 tháng 12 ở Bắc bán cầu và 21 tháng 6 ở Nam bán cầu). Tuy nhiên, các nhà khí tượng học tính toàn bộ các tháng Ba, Tư và Năm ở Nam bán cầu cũng như các tháng Chín, Mười và Mười Một ở Bắc bán cầu như là thời gian của mùa thu. Ngoại lệ đối với các định nghĩa này là lịch Ireland trong đó người ta vẫn tuân theo chu kỳ Celt, ở đó mùa thu được tính như là toàn bộ các tháng Tám, Chín và Mười. Ngoài ra, theo lịch Trung Quốc thì mùa thu bắt đầu được tính từ tiết lập thu (khoảng ngày 7 tháng 8 và kết thúc vào tiết lập đông (khoảng ngày 7 tháng 11 dương lịch).
Mặc dù thời gian ban ngày bắt đầu ngắn lại rõ nét từ tháng Bảy hoặc tháng Tám ở Bắc bán cầu và tháng Giêng hay tháng Hai ở Nam bán cầu, nhưng thông thường trong tháng Chín hay tháng Ba thì sự thoái trào mới trở nên rõ ràng hơn và đột ngột hơn trong so sánh với sự kéo dài thời gian ban ngày của mùa hè.
Mùa thu thông thường cũng được định nghĩa như là mùa khai trường ở phần lớn các quốc gia, do chúng thông thường bắt đầu vào đầu tháng Chín hay tháng Ba (phụ thuộc vào từng bán cầu).
Các định nghĩa này, cũng giống như các định nghĩa nói chung của mùa, là không hoàn thiện do chúng đều cho rằng các mùa có độ dài bằng nhau, cũng như bắt đầu và kết thúc vào cùng một thời điểm dọc theo cùng một khu vực của mỗi bán cầu.

## Trên các hành tinh
Các hành tinh có trục tự quay không vuông góc với mặt phẳng quỹ đạo đều có hiện tượng mùa, bao gồm mùa thu. Mùa thu ở bắc bán cầu là khoảng thời gian bắt đầu khi hành tinh nằm ở điểm thu phân (Ls = 180°) trên quỹ đạo, và kết thúc khi nó nằm ở điểm đông chí (Ls = 270°). Mùa thu ở bắc bán cầu trùng với mùa xuân ở nam bán cầu, và mùa thu ở nam bán cầu trùng với mùa xuân ở bắc bán cầu.

## Mùa thu trong văn hóa truyền thống
Sự gắn liền của mùa thu với giai đoạn chuyển tiếp từ thời tiết nóng ấm sang thời tiết lạnh ở Bắc bán cầu và trạng thái liên quan của nó như là mùa của thu hoạch chủ yếu, đã ngự trị trong các chủ đề liên quan và các hình ảnh thông dụng của nó.

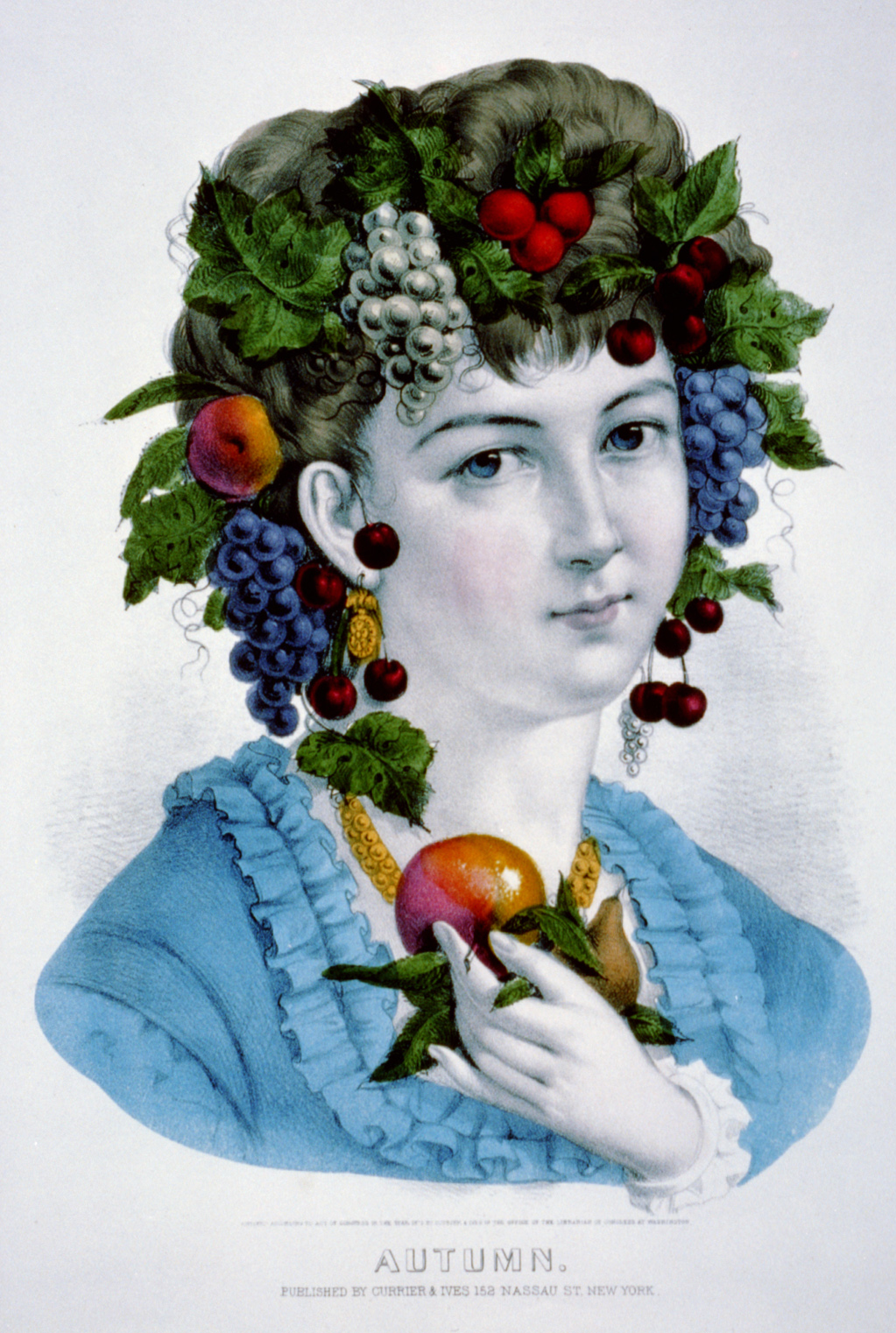
Nhân cách hóa mùa thu (In thạch bản của Currier & Ives, 1871)

Trong văn hóa phương Tây, người ta nhân cách hóa mùa thu như là một người đàn bà đẹp, khỏe mạnh được trang điểm bằng các loại quả, rau quả và ngũ cốc đã chín vào thời gian này. Phần lớn các nền văn minh cổ đại đều đề cao các lễ hội thu hoạch trong mùa thu, thông thường là quan trọng nhất trong các loại lịch của họ. Vẫn còn tiếng vang trong số các lễ hội này là: Lễ tạ ơn (Thanksgiving) vào cuối mùa thu ở Hoa Kỳ và Canada, lễ hội Sukkot của người Do Thái với nguồn gốc của nó như là lễ hội trăng tròn mùa thu hoạch của "hòm thánh" (trong các túp lều ở đó các sản phẩm đã thu hoạch được chế biến và sau đó có được tầm quan trọng mang tính tôn giáo), nhiều lễ hội của thổ dân Bắc Mỹ gắn liền với các thức ăn từ các loại cây quả đã chín thu hoạch được từ tự nhiên hay Tết Trung thu của người Trung Quốc, Việt Nam v.v và nhiều lễ hội khác. Tâm trạng chủ yếu trong các lễ hội mùa thu này là niềm vui sướng vì một mùa thu hoạch bội thu cũng như phảng phất nỗi buồn vì thời tiết khắc nghiệt sắp đến. Tưởng nhớ tới tổ tiên cũng là một chủ đề phổ biến của các lễ hội này.

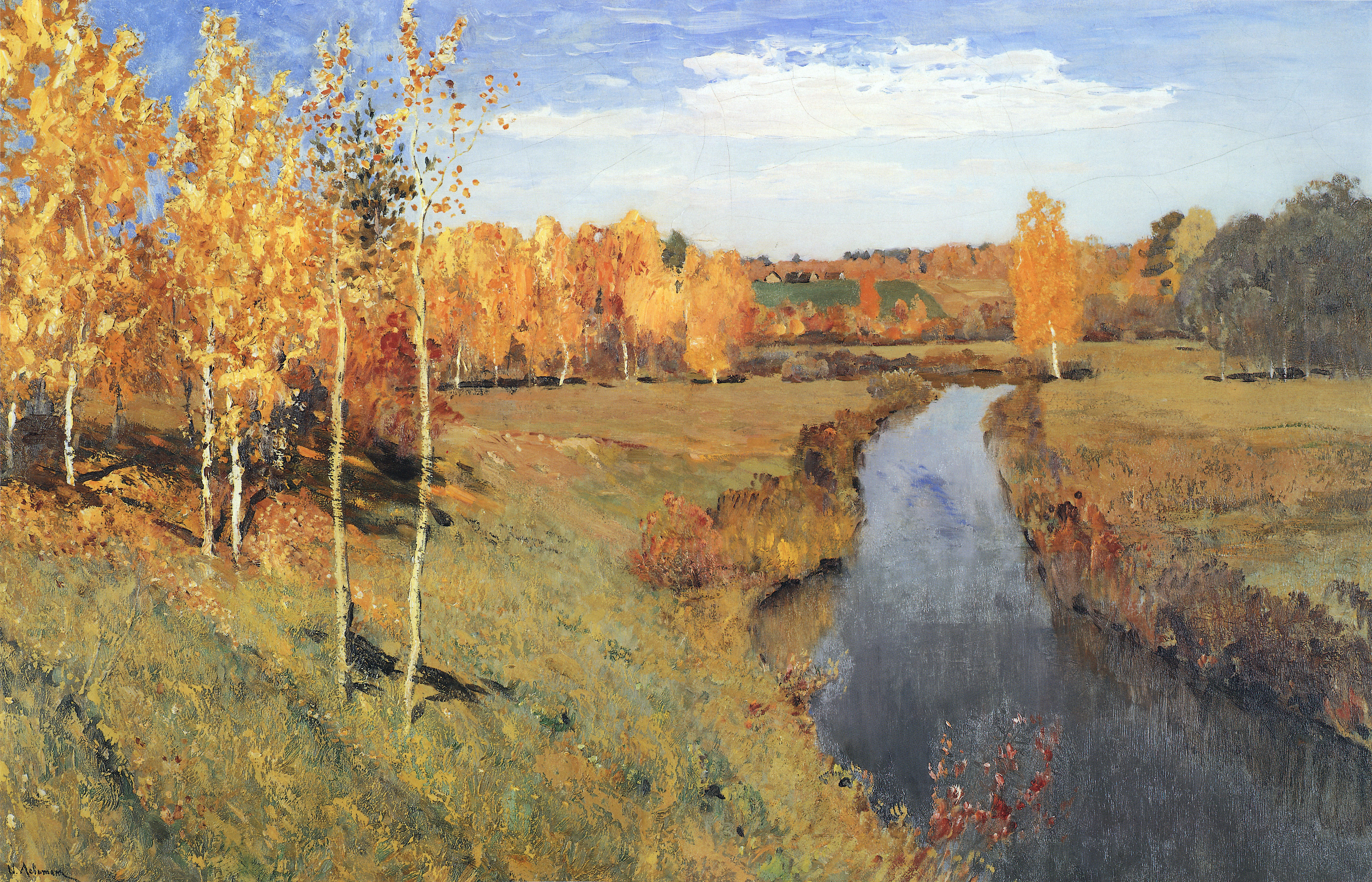
Bức tranh nổi tiếng "Mùa thu vàng" của Levitan

Tại Hoa Kỳ ngày nay, bên cạnh sự khởi đầu của một năm học mới thì mùa thu còn gắn liền với ngành công nghiệp điện ảnh như là sự khởi đầu cho các bộ phim thông thường là ít vốn đầu tư nhưng lại có giá trị về mặt nghệ thuật mang tính kinh điển cho các giải thưởng như giải Oscar hay của BAFTA (các lễ trao giải thường được tổ chức vào cuối tháng 2 năm sau). Những bộ phim như thế được coi là không quá sôi nổi, nhưng sâu sắc hơn về nội dung và nghiêm túc hơn so với những bộ phim nhiều vốn đầu tư, chứa đầy các kỹ xảo điện ảnh trong mùa hè. Mùa thu, được bắt đầu vào ngày nghỉ cuối tuần sau ngày lễ Lao động (ngày 1 tháng 9 tại Bắc Mỹ) và kết thúc—trong các năm nhuận—vào ngày nghỉ cuối tuần trước ngày bầu cử Tổng thống Mỹ, là mùa ngắn nhất và ít lợi nhuận nhất của các loại phim.

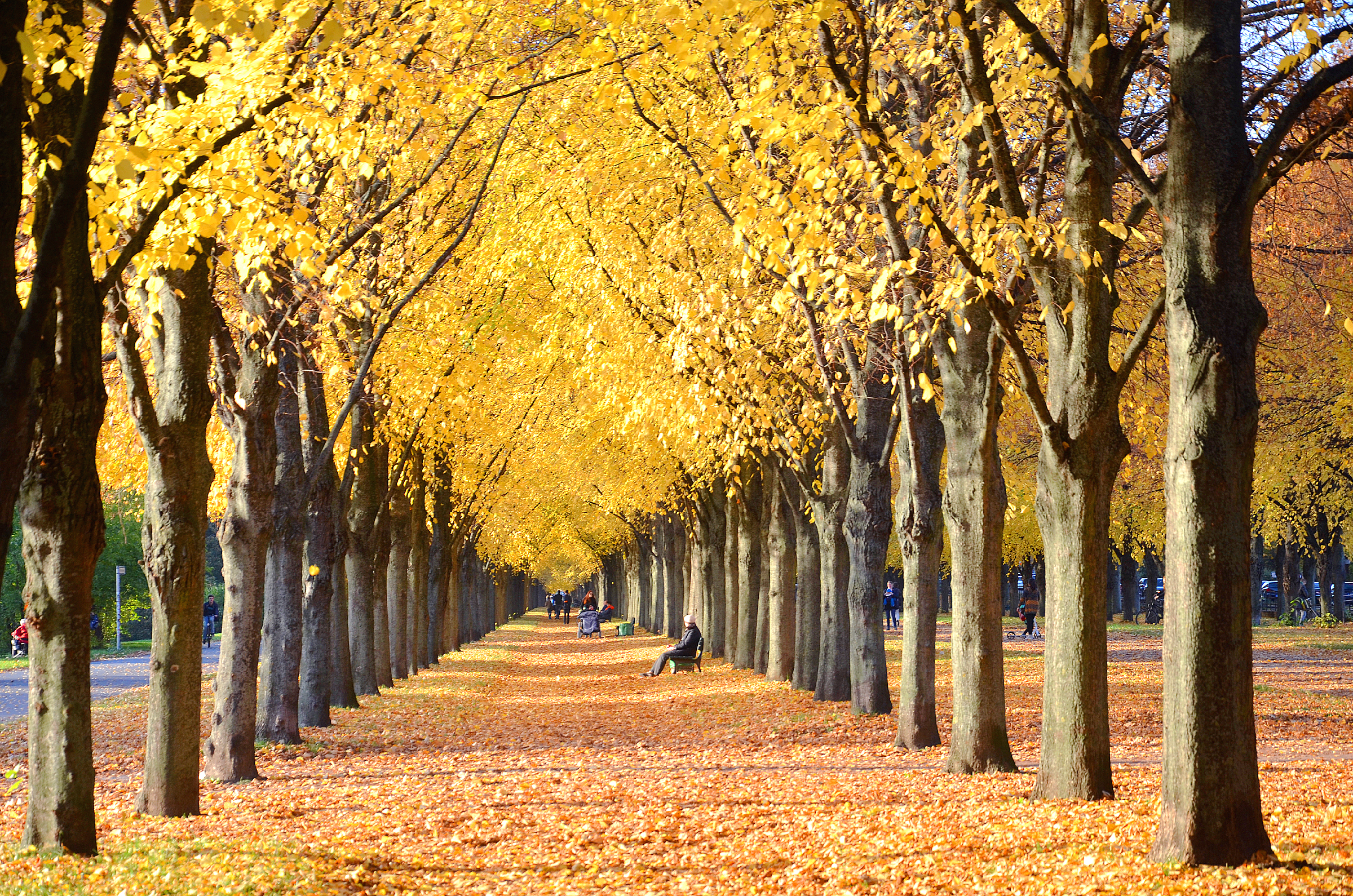
'Mùa thu vàng' tại khu vườn Georgengarten, Hannover, Đức.

Mùa thu còn gắn liền với lễ Halloween, và cùng với nó là chiến dịch tiếp thị rộng rãi để cổ động cho nó. Ngành công nghiệp điện ảnh và âm nhạc sử dụng thời gian này của năm để cổ động cho các phim và đĩa hát gắn liền với lễ hội này, chúng được phát hành từ đầu tháng Chín nhưng không muộn hơn ngày 28 tháng 10, do đề tài của chúng nhanh chóng mất đi sức mạnh khi lễ hội qua đi.
Mùa thu, giống như mùa xuân, là rất khó dự đoán và, trong nhiều khu vực, nó rất ngắn ngủi. Nhiệt độ trong tháng Chín có thể cao trên 86 °F (30 °C) và với chỉ số nhiệt thì nó có thể tạo ra nhiều điều kiện nguy hiểm liên quan tới sự cẩu thả của con người trong tương quan với các rủi ro của chứng đột quỵ do nhiệt (cao thân nhiệt). Trong tháng Mười, đặc biệt là ở các vĩ độ cao, có thể có các đợt lạnh bất thần cũng như hỗn hợp của mưa và tuyết rơi, mặc dù tuyết ổn định chỉ che phủ ổn định hơn kể từ giữa tháng Mười Một.

## Các lễ hội mùa thu
- Lễ hội được mùa
- Lễ Tạ ơn tại Hoa Kỳ và Canada
- Lễ mừng lúa mới
- Lễ hội tháng Mười tại Đức
- Tết Trung Thu
- Tết Trùng cửu
- Tết song thập

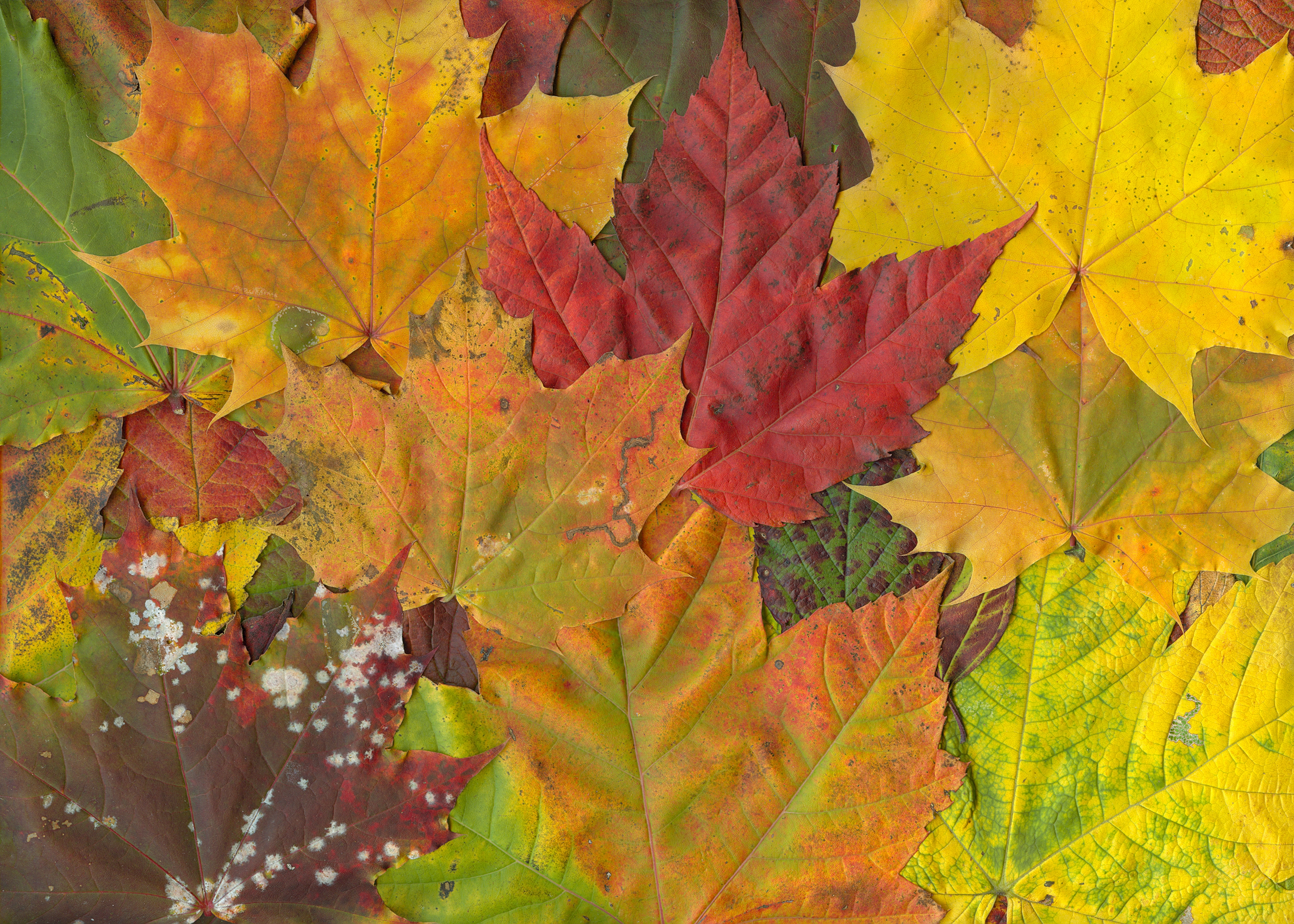
Lá phong đổi màu trong mùa thu

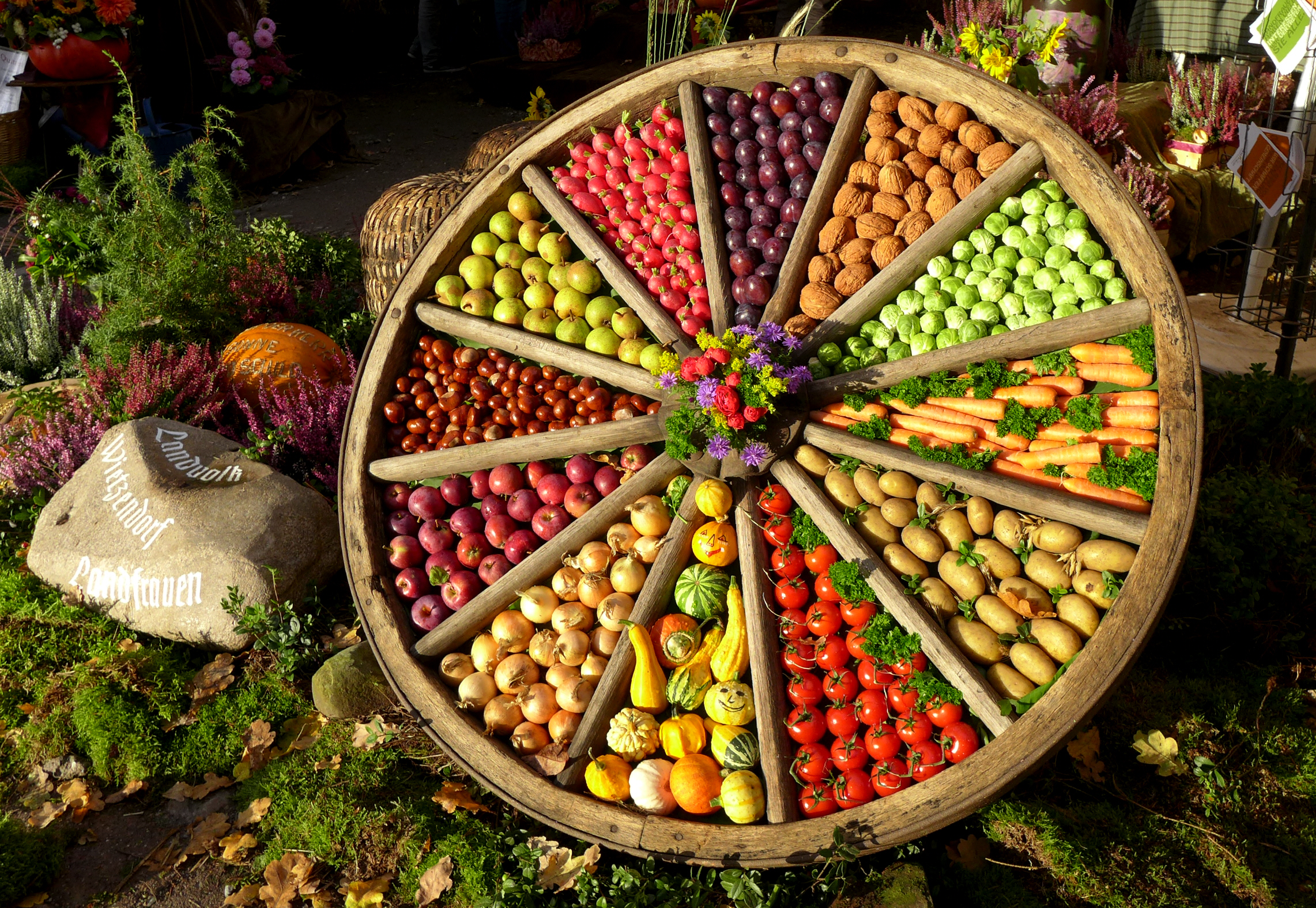
Trang trí vào lễ hội thu hoạch, được thiết kế bởi phụ nữ nông thôn Wietzendorf, Heidekreis, Đức. Mùa thu là mùa thu hoạch chính tại châu Âu

- Ngày Thiếu nhi Thế giới; 20 tháng 11
- Halloween
- Lễ hội hoa đăng Thái Lan
- Diwali Lễ hội đèn Án Độ
- Lễ hội đua thuyền tại Campuchia (Bon Om Touk)
- Ngày Cải cách Tin lành
- Lễ Các Thánh
- Lễ Thánh Martin
- Ngày Song Thập: Ngày quốc khánh Trung Hoa Dân Quốc

- Lễ Chuộc Tội của người Do Thái
- Lễ Lều Tạm, Lễ hội tán lá của người Do Thái

## Mùa thu và du lịch

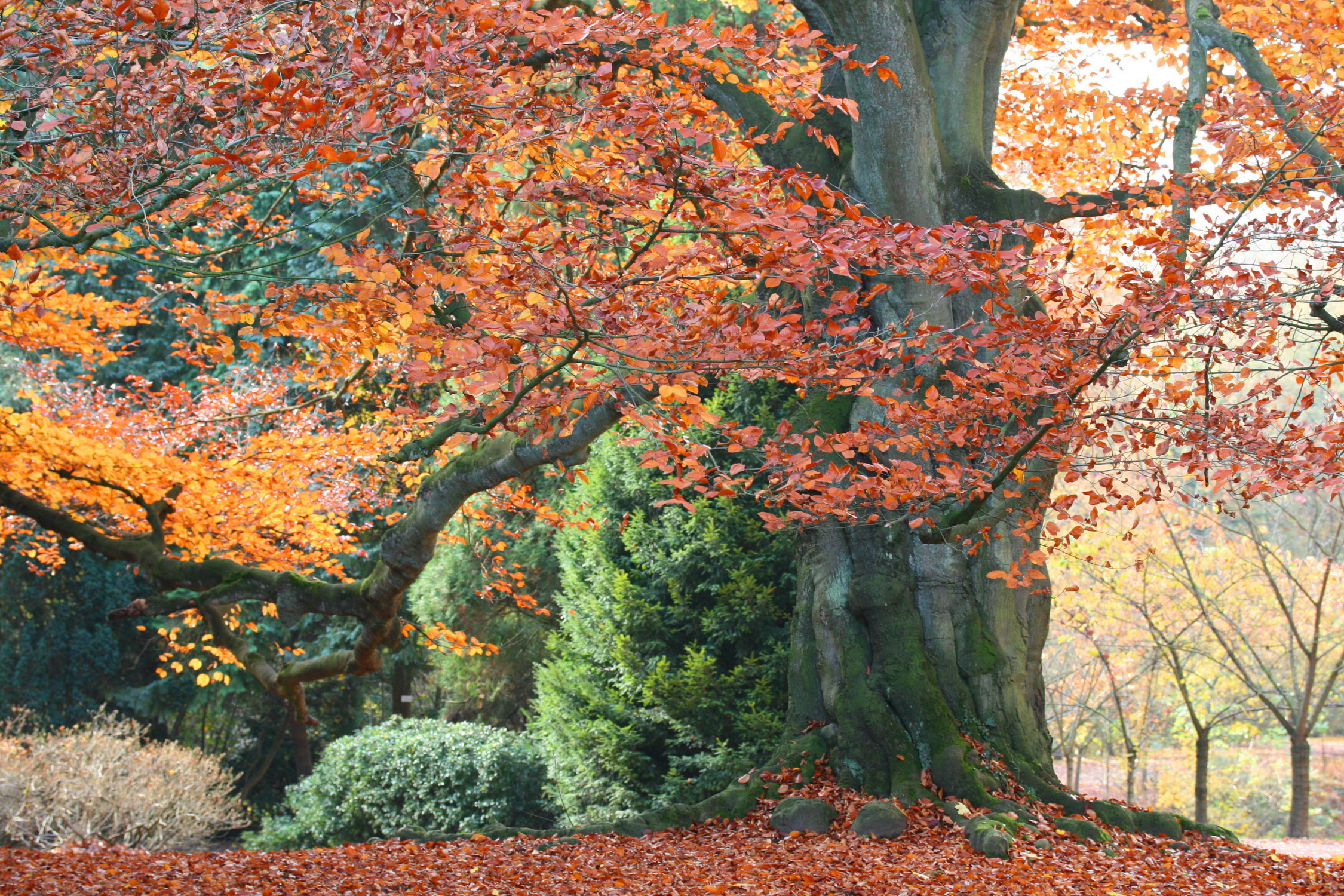
Dẻ gai châu Âu vào mùa thu

Miền đông của Canada và khu vực New England của Hoa Kỳ nổi tiếng trên thế giới vì sự rực rỡ của "mùa lá rụng" của mình và công nghiệp du lịch theo mùa đã tăng trưởng nhanh chóng trong vài tuần của mùa thu khi các loại lá cây ở thời kỳ đỉnh cao nhất của mình về màu sắc. Một số chương trình dự báo thời tiết trên ti vi và các trang web thậm chí còn thông báo về tình trạng của mùa lá rụng trong cả mùa như là một dịch vụ dành cho du khách.
Hỗn hợp của các loài cây xanh suốt năm và các loại cây rụng lá (đặc biệt là cây phong) trong các cánh rừng ở Canada đã làm cho chúng có một màu sắc hết sức đa dạng. Hình ảnh ở bên phải được chụp tại công viên Algonquin, Ontario, Canada.

## Mùa thu trong văn hóa

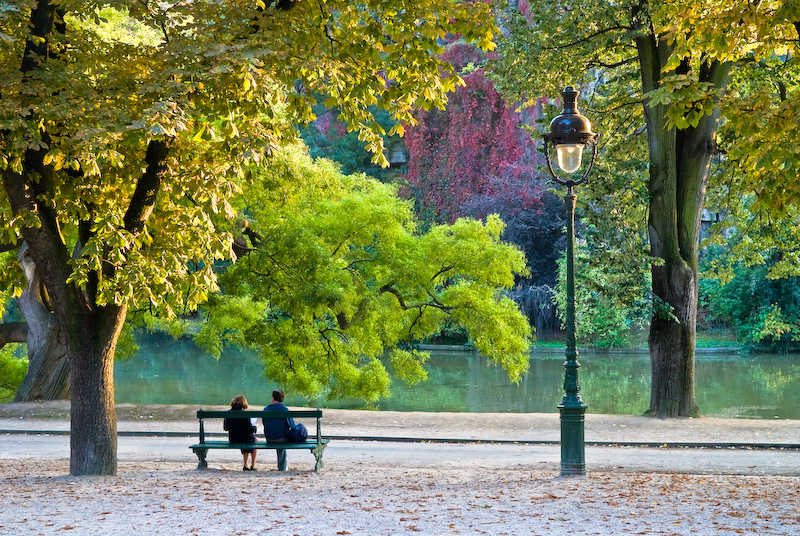
Mùa thu tại Công viên Buttes-Chaumont, Paris

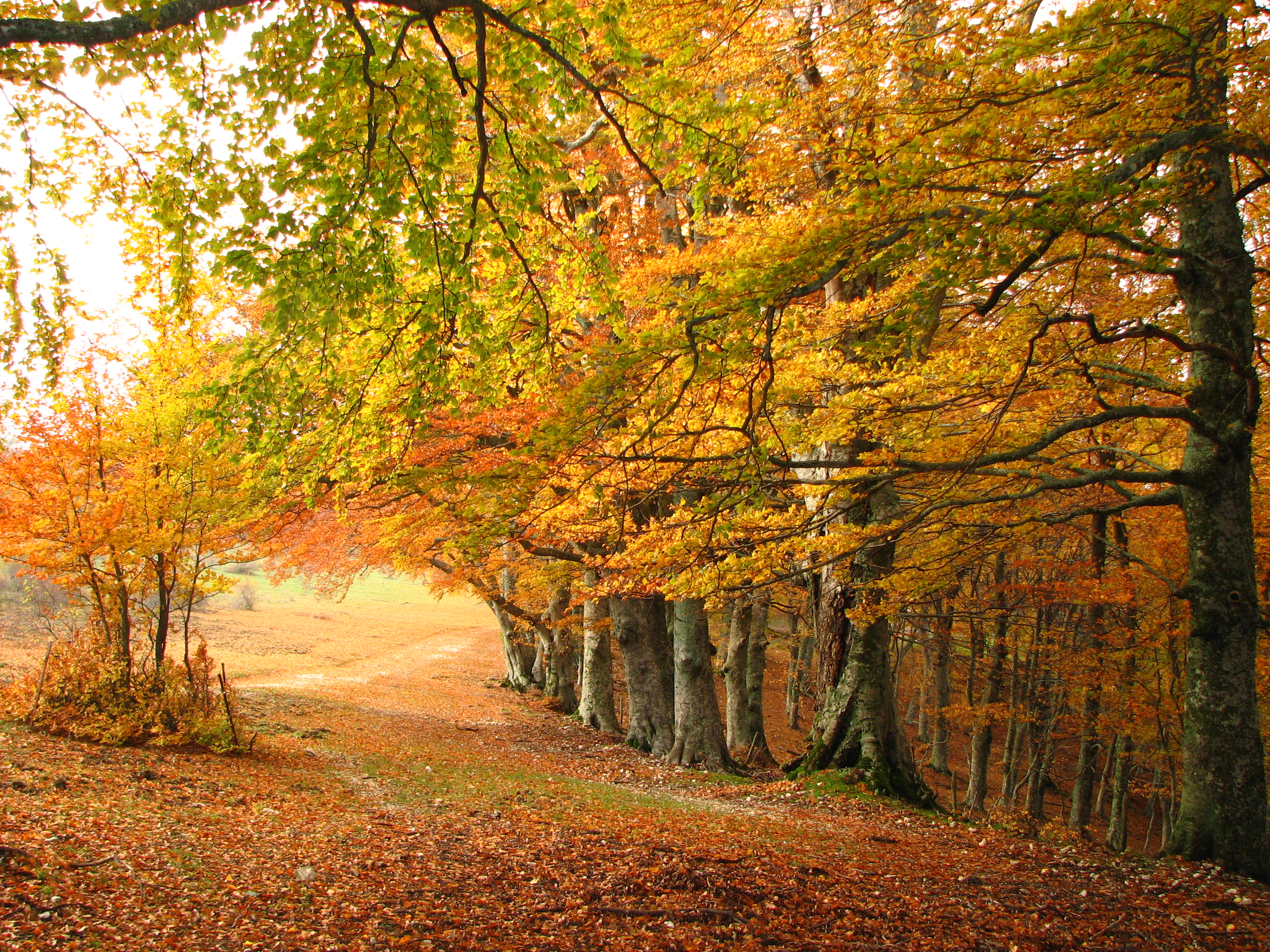
Hàng cây Dẻ gai châu Âu tại Ý vào mùa thu.

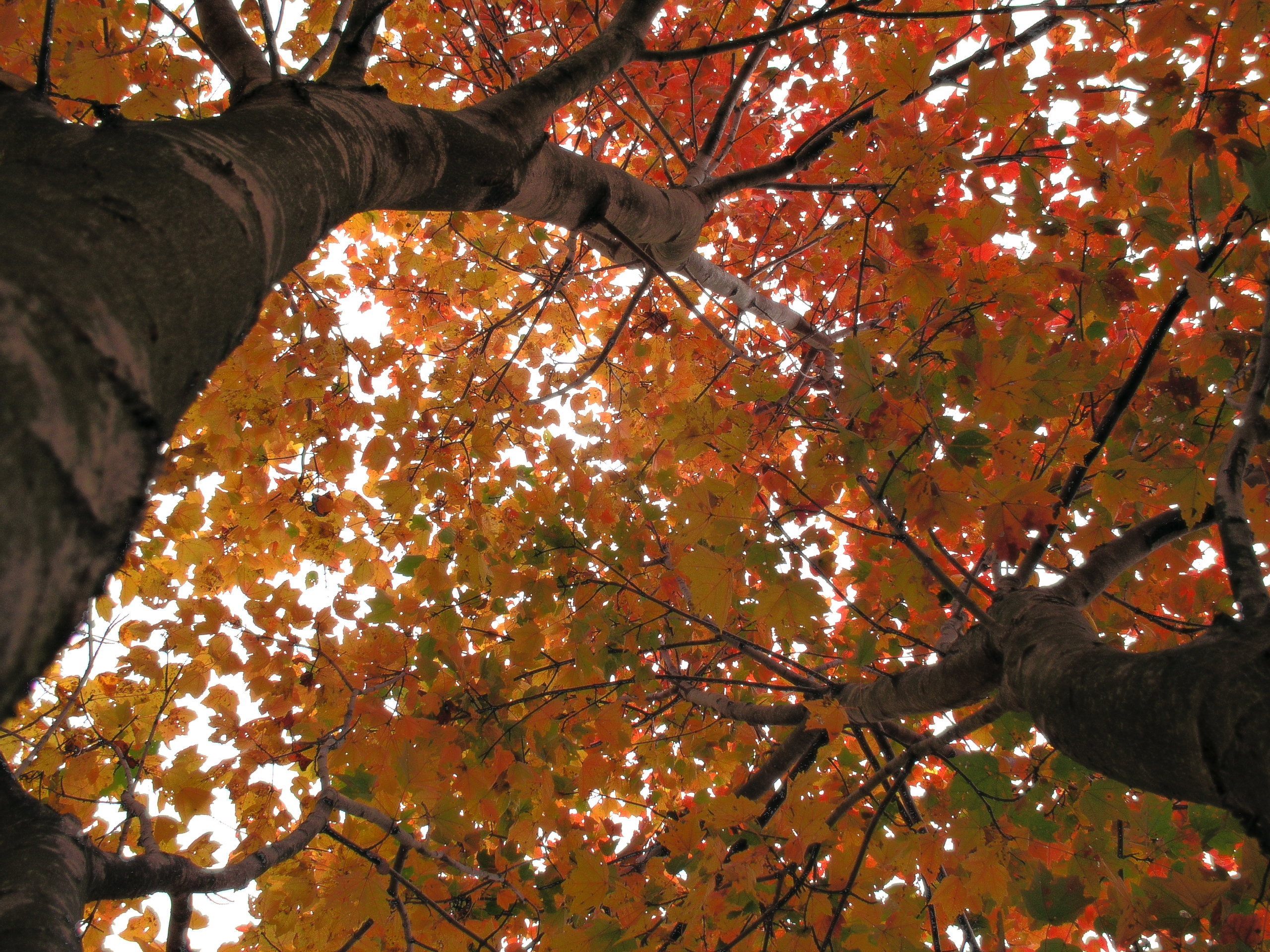
Cây lá đỏ đang rụng lá

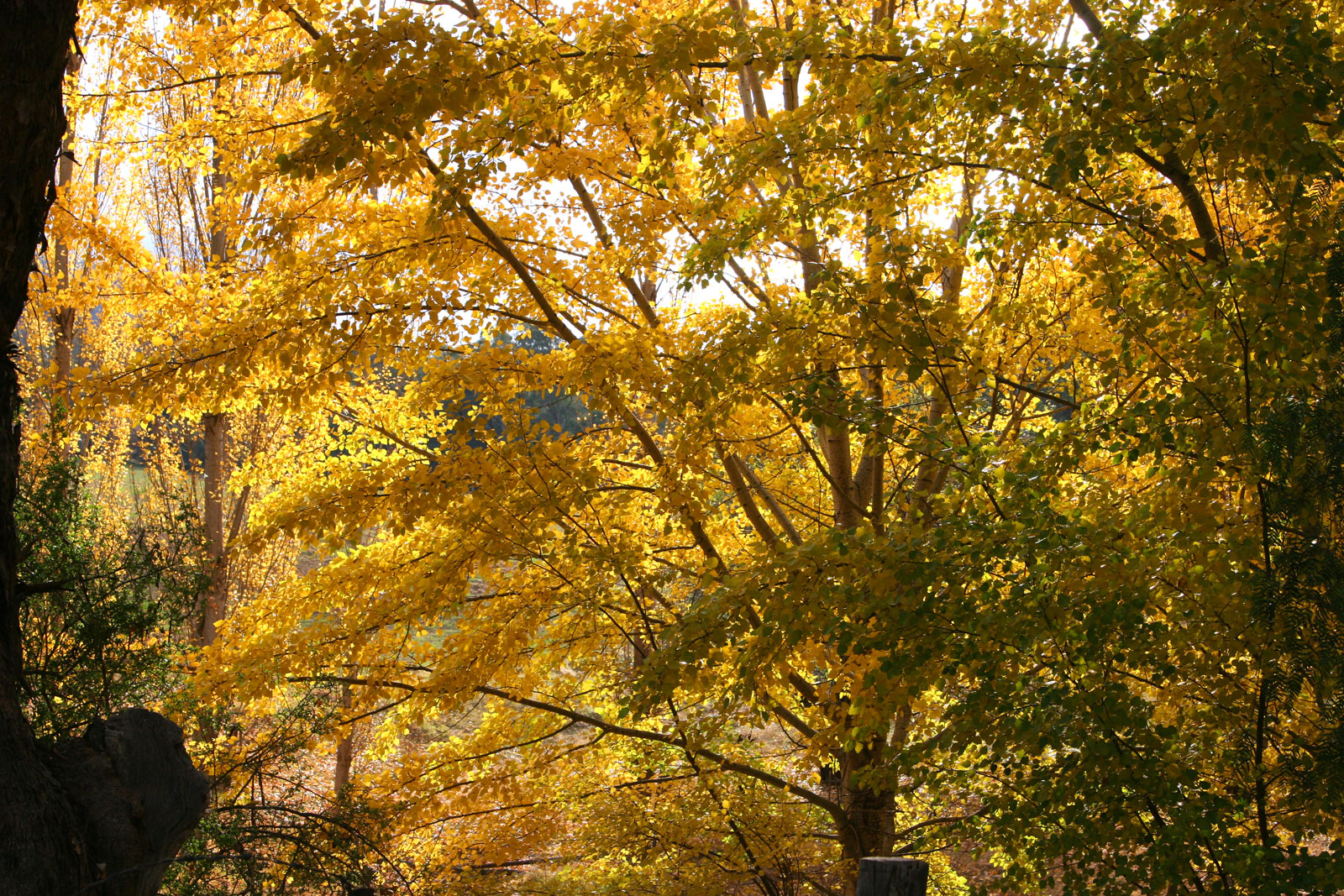
Màu vàng rực rỡ của các loại cây vào mùa thu dưới ánh nắng Mặt Trời

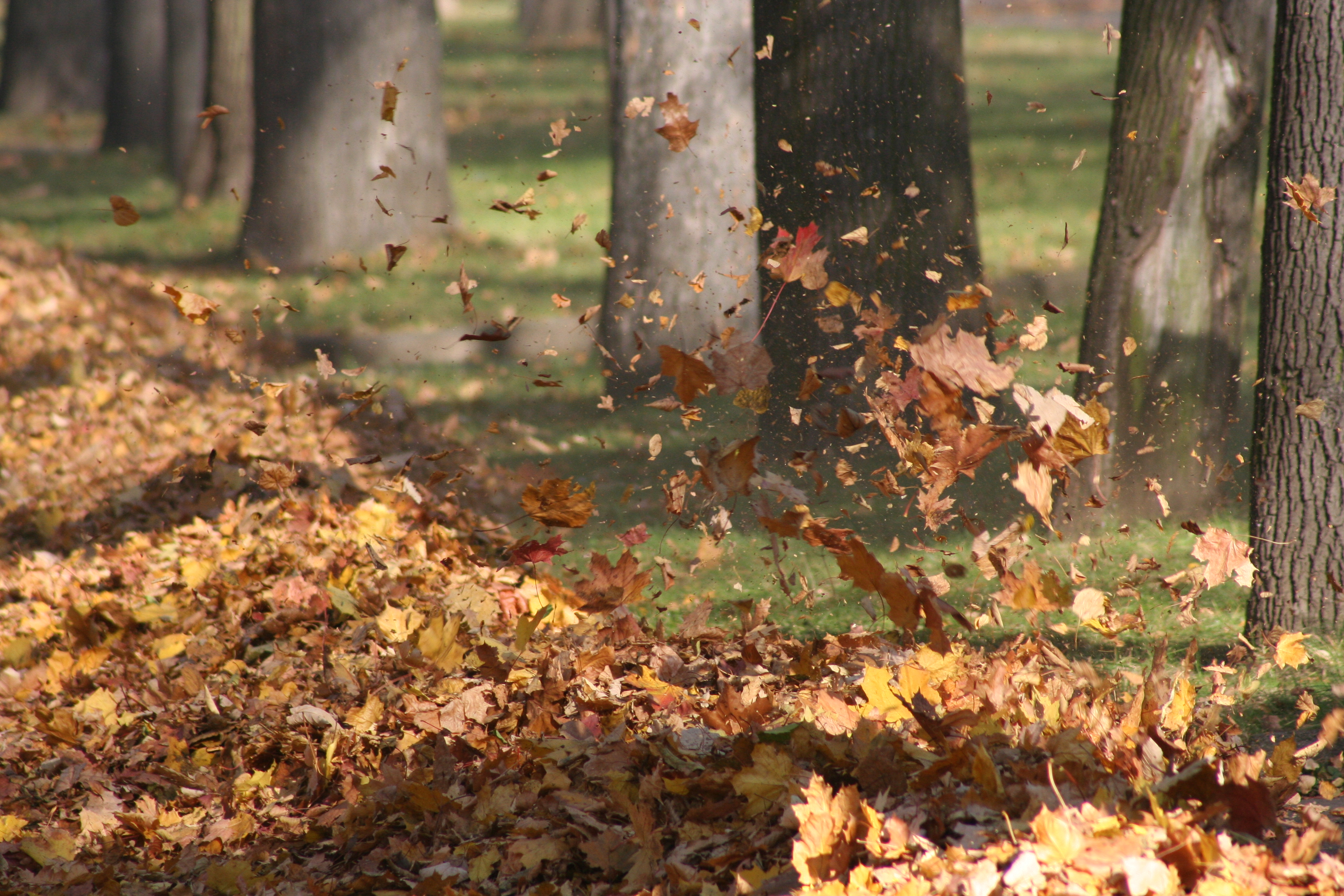
Lá rụng mùa thu

### Văn học

#### Việt Nam
Có rất nhiều nhà thơ văn lấy mùa thu làm chủ đề. Riêng trong kho tàng văn hóa Việt Nam thì mùa thu được nhiều tác giả mượn làm khung cảnh cho sáng tạo và sáng tác.
- Bài thơ "Tiếng thu" của Lưu Trọng Lư

Em không nghe mùa thu
Dưới trăng mờ thổn thức?
Em không nghe rạo rực
Hình ảnh kẻ chinh phu
Trong lòng người cô phụ?
Em không nghe rừng thu,
Lá thu kêu xào xạc,
Con nai vàng ngơ ngác
Đạp trên lá vàng khô?
- Hay ba bài thơ trong chùm thơ thu "nức danh" của Nguyễn Khuyến sau khi ông đã từ quan về sống ở quê nhà là "Thu điếu", "Thu vịnh" và "Thu ẩm".

"Thu điếu" 
Ao thu lạnh lẽo nước trong veo,
Một chiếc thuyền câu bé tẻo teo.
Sóng biếc theo làn hơi gợn tí,
Lá vàng trước gió khẽ đưa vèo.
Tầng mây lơ lửng trời xanh ngắt,
Ngõ trúc quanh co khách vắng teo.
Tựa gối ôm cần lâu chẳng được,
Cá đâu đớp động dưới chân bèo.

### Nghệ thuật và âm nhạc

#### Việt Nam
Hầu hết các nhạc sĩ Việt Nam đều có ít nhiều nhạc phẩm viết về mùa thu trong đó có:
- An Thuyên: Dương cầm thu không em
- Đặng Thế Phong và Đoàn Chuẩn nổi tiếng với phần lớn nhạc phẩm về mùa thu
- Đinh Mạnh Ninh: Hoa sữa mùa thu
- Hồ Hoài Anh: Thu không em
- Kai Đinh: Late autumn
- Mr.T và Yanbi: Thu cuối, Thu Hà Nội
- Ngô Thụy Miên: Mùa thu cho em, Mùa thu xa em, Thu trong mắt em, Mắt thu, Thu khóc trên ngàn
- Phạm Trọng Cầu: Mưa Paris thu Paris, Mùa thu không trở lại
- Phương Anh Đ.V - Tiến Minh: Khi mùa thu đi qua
- Từ Công Phụng: Mùa thu mây ngàn
- Trần Quang Lộc và Tô Như Châu: Có phải em mùa thu Hà Nội?
- Phạm Duy: Thu ca điệu ru đơn, Tình ca mùa thu, Thu chiến trường, Mùa thu chết, Nước mắt mùa thu, Mùa thu Paris
- Trịnh Công Sơn: Nhìn những mùa thu đi, Nhớ mùa thu Hà Nội
- Việt Anh: Không còn mùa thu